# Список деталей поверхности Титана

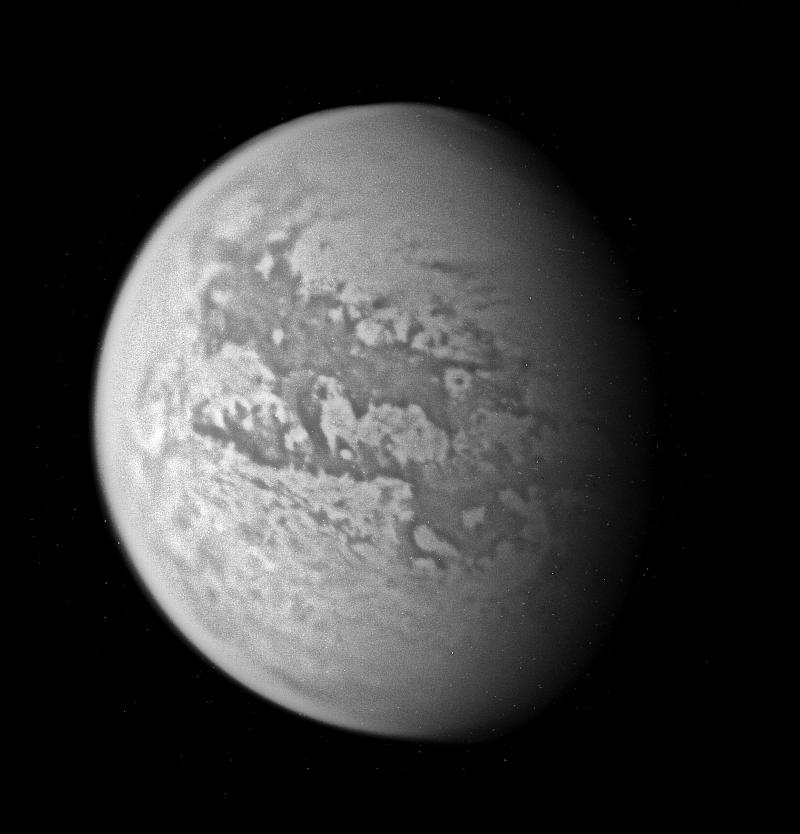
Инфракрасное изображение Титана. Мозаика из снимков «Кассини», сделанных 31 марта 2005

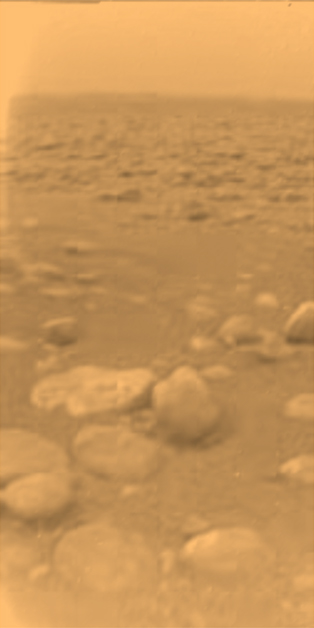
Ландшафт Титана в месте посадки зонда «Гюйгенс». Видны округлые камни, которые могли образоваться при воздействии жидкости. Метан придаёт воздуху оранжевую окраску

Это список наименованных деталей рельефа и деталей альбедо на поверхности Титана — самого большого спутника Сатурна. По состоянию на апрель 2015 года названия присвоены 175 таким объектам.
Первые снимки Титана, на которых видно детали поверхности, сделал космический телескоп «Хаббл» ещё в 1994 году (в инфракрасном диапазоне). Позже поверхность спутника была заснята и другими инструментами, в том числе Very Large Telescope, и некоторые из её деталей получили неофициальные имена. В 2004 году Титан начала исследовать автоматическая станция «Кассини-Гюйгенс», которая делает инфракрасные и радарные снимки с намного лучшим разрешением. В 2006 году деталям поверхности Титана начали давать официальные (утверждённые Международным астрономическим союзом) названия. Присвоением таких названий занимается Рабочая группа по номенклатуре планетной системы (англ. WGPSN) Международного астрономического союза. Они регулируются рядом правил и соглашений о планетной номенклатуре.
Данные приведены по состоянию на март 2015 года.

## Детали альбедо
Деталям альбедо поверхности Титана дают названия священных, таинственных мест или аналогов рая из различных верований и художественных произведений.

### Детали с высоким альбедо (светлые)
| Русское название | Латинское название | Координаты                                  | Размер (км) | Год утвержд. названия | Эпоним |
| ---------------- | ------------------ | ------------------------------------------- | ----------- | --------------------- | --- |
| Адири            | Adiri              | 10° ю. ш. 210° з. д. / 10° ю. ш. 210° з. д. | ?           | 2006                  | Адири, рай в меланезийской мифологии. |
| Дильмун          | Dilmun             | 15° с. ш. 175° з. д. / 15° с. ш. 175° з. д. | ?           | 2006                  | Дильмун, колыбель человечества и земля блаженства в шумерской мифологии.                                                                    |
| Кивира           | Quivira            | 0° с. ш. 15° з. д. / 0° с. ш. 15° з. д.     | ?           | 2006                  | Кивира, легендарный город на юго-западе Америки (см. Семь золотых городов).                                                                 |
| Цегихи           | Tsegihi            | 40° ю. ш. 10° з. д. / 40° ю. ш. 10° з. д.   | ?           | 2006                  | Цегихи, священное место индейцев навахо. |
| Ксанаду          | Xanadu             | 15° ю. ш. 100° з. д. / 15° ю. ш. 100° з. д. | 3400        | 2006                  | Ксанаду (Занаду) — город-дворец в поэме «Кубла-хан» Сэмюэла Кольриджа; прототип — Шанду, летняя резиденция монгольского императора Хубилая. |

### Детали с низким альбедо (тёмные)
| Русское название | Латинское название | Координаты                                  | Размер (км) | Год утвержд. названия | Эпоним |
| ---------------- | ------------------ | ------------------------------------------- | ----------- | --------------------- | --- |
| Белет            | Belet              | 5° ю. ш. 255° з. д. / 5° ю. ш. 255° з. д.   | ?           | 2006                  | Белет, малайский рай.                                                                                         |
| Аару             | Aaru               | 10° с. ш. 340° з. д. / 10° с. ш. 340° з. д. | ?           | 2006                  | Аару (Поля Иалу), египетский рай.                                                                             |
| Ацтлан           | Aztlan             | 10° ю. ш. 20° з. д. / 10° ю. ш. 20° з. д.   | ?           | 2006                  | Ацтлан, мифическая прародина ацтеков.                                                                         |
| Чинг-ту          | Ching-tu           | 30° ю. ш. 205° з. д. / 30° ю. ш. 205° з. д. | ?           | 2006                  | Чинг-ту, рай китайских буддистов.                                                                             |
| Шангри-Ла        | Shangri-La         | 10° ю. ш. 165° з. д. / 10° ю. ш. 165° з. д. | ?           | 2006                  | Шангри-Ла, земля вечной молодости в Тибете, описанная в новелле «Потерянный горизонт» Джеймса Хилтона (1933). |
| Фенсал           | Fensal             | 5° с. ш. 30° з. д. / 5° с. ш. 30° з. д.     | ?           | 2006                  | Фенсал, чертог германо-скандинавской богини Фригг.                                                            |
| Сэнкё            | Senkyo             | 5° ю. ш. 320° з. д. / 5° ю. ш. 320° з. д.   | ?           | 2006                  | Сэнкё, идеальный мир в верованиях японцев.                                                                    |
| Меццорамия       | Mezzoramia         | 70° ю. ш. 0° в. д. / 70° ю. ш. -0° в. д.    | ?           | 2006                  | Меццорамия, оазис счастья в Африке из итальянской легенды.                                                    |

## Дуги
Дуга (лат. arcus, мн. ч. arcūs) — дугообразная деталь поверхности. Этот термин планетной номенклатуры пока используется лишь для одного объекта. Дуги Титана решено называть в честь божеств счастья, мира и гармонии.
| Русское название | Латинское название | Координаты                                | Размер (км) | Год утвержд. названия | Эпоним                                                        |
| ---------------- | ------------------ | ----------------------------------------- | ----------- | --------------------- | ------------------------------------------------------------- |
| Дуга Хотэя       | Hotei Arcus        | 28° ю. ш. 79° з. д. / 28° ю. ш. 79° з. д. | 600         | 2006                  | Хотэй, японский бог счастья, общения, веселья и благополучия. |

## Кратеры
Кратеры Титана называют в честь божеств мудрости.
| Русское название | Латинское название | Координаты                                              | Диаметр (км) | Год утвержд. названия | Изображение | Эпоним                                                                                                  |
| ---------------- | ------------------ | ------------------------------------------------------- | ------------ | --------------------- | ----------- | --- |
| Менрва           | Menrva             | 20°06′ с. ш. 87°12′ з. д. / 20,1° с. ш. 87,2° з. д.     | 425±25       | 2006                  |             | Менрва — этрусская богиня мудрости, прообраз римской Минервы                                            |
| Форсети          | Forseti            | 25°31′ с. ш. 10°29′ з. д. / 25,51° с. ш. 10,49° з. д.   | 144,4        | 2015                  |             | Форсети — бог правосудия и справедливости в германо-скандинавской мифологии                             |
| Афекан           | Afekan             | 25°48′ с. ш. 200°18′ з. д. / 25,8° с. ш. 200,3° з. д.   | 115±5        | 2008                  |             | Афекан — новогвинейская богиня созидания и знаний                                                       |
| Хано             | Hano               | 40°18′ с. ш. 345°06′ з. д. / 40,3° с. ш. 345,1° з. д.   | 100±5        | 2011                  |             | Хано — богиня образования, знаний и магии племени нухалк (белла-кула) (северо-запад США и запад Канады) |
| Селк             | Selk               | 7° с. ш. 199° з. д. / 7° с. ш. 199° з. д.               | 90           | 2008                  |             | Селк (Селкет) — египетская богиня знаний, письменности, образования и рептилий                          |
| Синлап           | Sinlap             | 11°18′ с. ш. 16°00′ з. д. / 11,3° с. ш. 16° з. д.       | 82±2         | 2006                  |             | Синлап — мудрый дух из верований качинов (Мьянма), пребывающий на небе и делящийся мудростью с людьми   |
| Сой              | Soi                | 24°18′ с. ш. 140°54′ з. д. / 24,3° с. ш. 140,9° з. д.   | 78±2         | 2012                  |             | Сой — меланезийский (о. Новая Ирландия, Папуа — Новая Гвинея) бог мудрости                              |
| Момой            | Momoy              | 11°36′ с. ш. 44°36′ з. д. / 11,6° с. ш. 44,6° з. д.     | 40           | 2011                  |             | Момой — богиня магии, образования, знаний, здоровья и исцеления племени чумаши (Калифорния)             |
| Кса              | Ksa                | 14°00′ с. ш. 65°24′ з. д. / 14,0° с. ш. 65,4° з. д.     | 39±2         | 2006                  |             | Кса — бог мудрости племени оглала народа лакота (Южная Дакота)                                          |
| Беаг             | Beag               | 34°41′ ю. ш. 169°35′ з. д. / 34,68° ю. ш. 169,58° з. д. | 26,9         | 2015                  |             | Беаг — ирландская богиня воды, образования и знаний                                                     |

## Факулы
Факула (лат. facula, мн. ч. faculae) — яркое пятно. Факулы Титана называют именами земных островов, не являющихся политически независимыми; группы факул — именами архипелагов.
| Русское название | Латинское название | Координаты                                            | Размер (км) | Год утвержд. названия | Эпоним                                                                           |
| ---------------- | ------------------ | ----------------------------------------------------- | ----------- | --------------------- | -------------------------------------------------------------------------------- |
| Факула Крит      | Crete Facula       | 9°24′ с. ш. 150°06′ з. д. / 9,4° с. ш. 150,1° з. д.   | 680         | 2006                  | Крит, греческий остров.                                                          |
| Факулы Никобар   | Nicobar Faculae    | 2° с. ш. 159° з. д. / 2° с. ш. 159° з. д.             | 575         | 2006                  | Никобарские острова, индийский архипелаг.                                        |
| Факула Оаху      | Oahu Facula        | 5°00′ с. ш. 166°42′ з. д. / 5° с. ш. 166,7° з. д.     | 465         | 2006                  | Оаху, гавайский остров.                                                          |
| Факула Сикоку    | Shikoku Facula     | 10°24′ ю. ш. 164°06′ з. д. / 10,4° ю. ш. 164,1° з. д. | 285         | 2006                  | Сикоку, японский остров.                                                         |
| Факулы Антилия   | Antilia Faculae    | 11° ю. ш. 187° з. д. / 11° ю. ш. 187° з. д.           | 260         | 2006                  | «Архипелаг, соответствующий мифическому острову Антилия в Атлантическом океане». |
| Факула Эльба     | Elba Facula        | 10°48′ ю. ш. 1°12′ з. д. / 10,8° ю. ш. 1,2° з. д.     | 250         | 2006                  | Эльба, итальянский остров.                                                       |
| Факула Базаруто  | Bazaruto Facula    | 11°36′ с. ш. 16°06′ з. д. / 11,6° с. ш. 16,1° з. д.   | 215         | 2006                  | Базаруто, мозамбикский остров.                                                   |
| Факула Вис       | Vis Facula         | 7°00′ с. ш. 138°24′ з. д. / 7° с. ш. 138,4° з. д.     | 215         | 2006                  | Вис, хорватский остров.                                                          |
| Факула Минданао  | Mindanao Facula    | 6°36′ ю. ш. 174°12′ з. д. / 6,6° ю. ш. 174,2° з. д.   | 210         | 2006                  | Минданао, филиппинский остров.                                                   |
| Факула Тексел    | Texel Facula       | 11°30′ ю. ш. 182°36′ з. д. / 11,5° ю. ш. 182,6° з. д. | 190         | 2006                  | Тексел, голландский остров.                                                      |
| Факула Санторини | Santorini Facula   | 2°24′ с. ш. 145°36′ з. д. / 2,4° с. ш. 145,6° з. д.   | 140         | 2006                  | Санторини, греческий остров, также известен как Тира.                            |
| Факула Кергелен  | Kerguelen Facula   | 5°24′ ю. ш. 151°00′ з. д. / 5,4° ю. ш. 151° з. д.     | 135         | 2006                  | Кергелен, французский субантарктический остров.                                  |
| Факула Котс      | Coats Facula       | 11°06′ ю. ш. 29°12′ з. д. / 11,1° ю. ш. 29,2° з. д.   | 80          | 2006                  | Котс, канадский остров.                                                          |
| Факула Тортола   | Tortola Facula     | 8°48′ с. ш. 143°06′ з. д. / 8,8° с. ш. 143,1° з. д.   | 65          | 2006                  | Тортола, Британские Виргинские острова.                                          |

## Потоки
Термин «поток» (лат. fluctus, мн. ч. fluctūs) означает местность, покрытую какими-либо застывшими потоками. Потоки на Титане называют в честь богов и богинь красоты.
| Русское название | Латинское название | Координаты                                            | Размер (км) | Год утвержд. названия | Эпоним                                                                          |
| ---------------- | ------------------ | ----------------------------------------------------- | ----------- | --------------------- | ------------------------------------------------------------------------------- |
| Поток Мохини     | Mohini Fluctus     | 11°47′ ю. ш. 38°32′ з. д. / 11,78° ю. ш. 38,53° з. д. | 347         | 2012                  | Мохини, индуистская богиня красоты и магии.                                     |
| Поток Винии      | Winia Fluctus      | 49° с. ш. 46° з. д. / 49° с. ш. 46° з. д.             | 300         | 2007                  | Виния, первая женщина в индонезийских верованиях; славится своей красотой.      |
| Поток Лейлы      | Leilah Fluctus     | 50°30′ с. ш. 77°48′ з. д. / 50,5° с. ш. 77,8° з. д.   | 190         | 2007                  | Лейла, персидская богиня красоты и целомудрия.                                  |
| Поток Роэ        | Rohe Fluctus       | 47°18′ с. ш. 37°45′ з. д. / 47,3° с. ш. 37,75° з. д.  | 103         | 2007                  | Роэ, прекрасная богиня маори, жена Мауи.                                        |
| Поток Ары        | Ara Fluctus        | 39°48′ с. ш. 118°24′ з. д. / 39,8° с. ш. 118,4° з. д. | 70          | 2007                  | Ара Прекрасный, легендарный армянский царь и, по некоторым представлениям, бог. |

## Каналы
Канал (лат. flumen, мн. ч. flumina) — русло, по которому, вероятно, текут жидкие углеводороды. Этот термин пока фигурирует только на картах Титана. Каналы Титана носят имена мифических рек.
| Русское название | Латинское название | Координаты                                             | Размер (км) | Год утвержд. названия | Эпоним                                                                            |
| ---------------- | ------------------ | ------------------------------------------------------ | ----------- | --------------------- | --------------------------------------------------------------------------------- |
| Каналы Эливагар  | Elivagar Flumina   | 19°18′ с. ш. 78°30′ з. д. / 19,3° с. ш. 78,5° з. д.    | 260         | 2007                  | Эливагар в скандинавской мифологии — 12 ядовитых ледяных потоков.                 |
| Каналы Келадон   | Celadon Flumina    | 73°42′ ю. ш. 28°48′ з. д. / 73,7° ю. ш. 28,8° з. д.    | 160         | 2014                  | Келадон (Келадонт) — река в «Илиаде».                                             |
| Каналы Вид       | Vid Flumina        | 72°54′ с. ш. 242°15′ з. д. / 72,9° с. ш. 242,25° з. д. | 158         | 2013                  | Вид — широкая ледяная и ядовитая река системы Эливагар в скандинавской мифологии. |

## Проливы
Пролив (лат. fretum) — узкий участок жидкости, соединяющий два больших резервуара, или же находящийся внутри углеводородного моря Титана. Они получили свои названия в честь героев произведений Айзека Азимова.
| Русское название | Латинское название | Координаты                                            | Размер (км) | Год утвержд. названия | Эпоним |
| ---------------- | ------------------ | ----------------------------------------------------- | ----------- | --------------------- | --- |
| Пролив Бейты     | Bayta Fretum       | 73°00′ с. ш. 311°12′ з. д. / 73° с. ш. 311,2° з. д.   | 165         | 2015                  | Бейта Дарелл — персонаж серии произведений Айзека Азимова, жена торговца Трана Дарелла и бабушка знаменитого автора Аркадии Дарелл. |
| Пролив Хардина   | Hardin Fretum      | 57°18′ с. ш. 317°48′ з. д. / 57,3° с. ш. 317,8° з. д. | 246         | 2015                  | Сальвор Хардин — персонаж серии произведений Айзека Азимова, первый мэр планеты Терминус.                                           |
| Пролив Селдона   | Seldon Fretum      | 66°00′ с. ш. 316°36′ з. д. / 66° с. ш. 316,6° з. д.   | 67          | 2015                  | Гэри Селдон — персонаж серии произведений Айзека Азимова, первый министр Галактической Империи.                                     |
| Пролив Тревайза  | Trevize Fretum     | 74°24′ с. ш. 269°54′ з. д. / 74,4° с. ш. 269,9° з. д. | 173         | 2015                  | Голан Тревайз — персонаж серии произведений Айзека Азимова, член совета планеты Терминус.                                           |

## Острова
Термин «остров» (лат. insula, мн. ч. insulae) в планетной номенклатуре пока используется лишь для островов углеводородных морей Титана. Им решено давать имена островов из различных мифов и легенд.
| Русское название | Латинское название | Координаты                                            | Размер (км) | Год утвержд. названия | Эпоним |
| ---------------- | ------------------ | ----------------------------------------------------- | ----------- | --------------------- | --- |
| Остров Бермуды   | Bermoothes Insula  | 67°06′ с. ш. 317°06′ з. д. / 67,1° с. ш. 317,1° з. д. | 124         | 2015                  | Зачарованный остров в «Буре» Шекспира. |
| Остров Бимини    | Bimini Insula      | 73°18′ с. ш. 305°24′ з. д. / 73,3° с. ш. 305,4° з. д. | 39          | 2015                  | Острова Бимини, где, согласно аравакской легенде, есть источник вечной молодости.                                                              |
| Острова Бралгу   | Bralgu Insulae     | 76°12′ с. ш. 251°30′ з. д. / 76,2° с. ш. 251,5° з. д. | 55          | 2015                  | Бралгу (Баралку) — остров мёртвых, а также родина брата и двух сестёр Джанггавул, предков людей в верованиях австралийского племени юленгоров. |
| Остров Буян      | Buyan Insula       | 77°18′ с. ш. 245°06′ з. д. / 77,3° с. ш. 245,1° з. д. | 48          | 2015                  | Остров Буян из русского фольклора. |
| Острова Крокилея | Krocylea Insulae   | 69°06′ с. ш. 302°24′ з. д. / 69,1° с. ш. 302,4° з. д. | 74          | 2015                  | Крокилея — упомянутый Гомером остров около Итаки.                                                                                              |
| Остров Майда     | Mayda Insula       | 79°06′ с. ш. 312°12′ з. д. / 79,1° с. ш. 312,2° з. д. | 168         | 2008                  | Майда — легендарный остров на северо-востоке Атлантического океана.                                                                            |
| Острова Планкты  | Planctae Insulae   | 77°30′ с. ш. 251°18′ з. д. / 77,5° с. ш. 251,3° з. д. | 64          | 2015                  | Планкты — плавучие скалы в древнегреческой мифологии, угроза для кораблей.                                                                     |
| Остров Пэнлай    | Penglai Insula     | 72°12′ с. ш. 308°42′ з. д. / 72,2° с. ш. 308,7° з. д. | 94          | 2015                  | Остров-гора Пэнлай в китайской мифологии, место обитания бессмертных.                                                                          |
| Остров Ройлло    | Royllo Insula      | 68°18′ с. ш. 297°12′ з. д. / 68,3° с. ш. 297,2° з. д. | 103         | 2015                  | Ройлло — остров-призрак в Атлантическом океане, фигурирующий на картах XV века.                                                                |
| Острова Хуфайдх  | Hufaidh Insulae    | 67°00′ с. ш. 320°18′ з. д. / 67,0° с. ш. 320,3° з. д. | 152         | 2015                  | Хуфайдх — остров богатств из верований болотных арабов.                                                                                        |

## Лабиринты
Лабиринт (лат. labyrinthus, мн. ч. labyrinthi) — сложная система каньонов. Лабиринты Титана получают имена планет из вселенной Дюны, созданной Фрэнком Гербертом.
| Русское название | Латинское название  | Координаты                                            | Размер (км) | Год утвержд. названия | Эпоним |
| ---------------- | ------------------- | ----------------------------------------------------- | ----------- | --------------------- | --- |
| Лабиринт Эказ    | Ecaz Labyrinthus    | 83°00′ ю. ш. 36°42′ з. д. / 83,0° ю. ш. 36,7° з. д.   | 360         | 2014                  | Эказ, вымышленная планета в системе звезды α Центавра B, примечательная сельским хозяйством.                                                                             |
| Лабиринт Ричез   | Richese Labyrinthus | 41°48′ с. ш. 161°00′ в. д. / 41,8° с. ш. 161,0° в. д. | 200         | 2014                  | Ричез, вымышленная планета в системе звезды α Эридана. Примечательна обществом, созданным компьютерами, и месторождениями вещества, используемого в микроминиатюризации. |
| Лабиринт Кайтайн | Kaitain Labyrinthus | 52°22′ с. ш. 11°20′ в. д. / 52,37° с. ш. 11,34° в. д. | 200         | 2014                  | Кайтайн, вторая столица Империи. |
| Лабиринт Сикун   | Sikun Labyrinthus   | 77°54′ ю. ш. 28°54′ з. д. / 77,9° ю. ш. 28,9° з. д.   | 175         | 2010                  | Сикун, вымышленная планета в системе звезды 70 Змееносца A. Примечательна полезными растениями.                                                                          |

## Моря
Море (лат. mare, мн. ч. maria) на Титане — очень крупный углеводоём. Они названы в честь мифических морских существ.
| Русское название | Латинское название | Координаты                                            | Размер (км) | Год утвержд. названия | Эпоним                                                                        |
| ---------------- | ------------------ | ----------------------------------------------------- | ----------- | --------------------- | ----------------------------------------------------------------------------- |
| Море Кракена     | Kraken Mare        | 68°00′ с. ш. 310°00′ з. д. / 68,0° с. ш. 310° з. д.   | 1170        | 2008                  | Кракен — гигантский головоногий моллюск из рассказов скандинавских мореходов. |
| Море Лигеи       | Ligeia Mare        | 79°42′ с. ш. 247°54′ з. д. / 79,7° с. ш. 247,9° з. д. | 500         | 2008                  | Лигея — одна из сирен.                                                        |
| Море Пунги       | Punga Mare         | 85°06′ с. ш. 339°42′ з. д. / 85,1° с. ш. 339,7° з. д. | 380         | 2008                  | Пунга — предок акул, скатов и ящериц в мифологии маори.                       |

### Карта северной полярной области Титана
| Море Кракена Море Лигеи Море Пунги Озеро Цзинбо Озеро Больсена Озеро Ней Озеро Киву Озеро Маккай Остров Майда |

## Озёра
Озеро (лат. lacus, мн. ч. lacūs) — небольшой углеводоём. Им дают названия земных озёр, предпочитая озёра похожей формы.
| Русское название | Латинское название | Координаты                                              | Размер (км) | Год утвержд. названия | Эпоним                                        |
| ---------------- | ------------------ | ------------------------------------------------------- | ----------- | --------------------- | --------------------------------------------- |
| Озеро Абая       | Abaya Lacus        | 73°10′ с. ш. 45°33′ з. д. / 73,17° с. ш. 45,55° з. д.   | 65          | 2007                  | озеро Абая (Эфиопия)                          |
| Озеро Альбано    | Albano Lacus       | 65°54′ с. ш. 236°24′ з. д. / 65,9° с. ш. 236,4° з. д.   | 6           | 2010                  | озеро Альбано (Италия)                        |
| Озеро Атитлан    | Atitlán Lacus      | 69°18′ с. ш. 238°48′ з. д. / 69,3° с. ш. 238,8° з. д.   | 14          | 2010                  | озеро Атитлан (Гватемала)                     |
| Озеро Больсена   | Bolsena Lacus      | 75°45′ с. ш. 10°17′ з. д. / 75,75° с. ш. 10,28° з. д.   | 101         | 2007                  | озеро Больсена (Италия)                       |
| Озеро Венерн     | Vänern Lacus       | 70°24′ с. ш. 223°06′ з. д. / 70,4° с. ш. 223,1° з. д.   | 44          | 2010                  | озеро Венерн (Швеция)                         |
| Озеро Кардиель   | Cardiel Lacus      | 70°12′ с. ш. 206°30′ з. д. / 70,2° с. ш. 206,5° з. д.   | 22          | 2011                  | озеро Кардиель (Аргентина)                    |
| Озеро Кейюга     | Cayuga Lacus       | 69°48′ с. ш. 230°00′ з. д. / 69,8° с. ш. 230° з. д.     | 23          | 2010                  | озеро Кейюга (США)                            |
| Озеро Киву       | Kivu Lacus         | 87°00′ с. ш. 121°00′ з. д. / 87,0° с. ш. 121° з. д.     | 78          | 2008                  | озеро Киву (граница Руанды и ДРК)             |
| Озеро Койтере    | Koitere Lacus      | 79°24′ с. ш. 36°08′ з. д. / 79,4° с. ш. 36,14° з. д.    | 68          | 2007                  | озеро Койтере (Финляндия)                     |
| Озеро Ладога     | Ladoga Lacus       | 74°48′ с. ш. 26°06′ з. д. / 74,8° с. ш. 26,1° з. д.     | 110         | 2013                  | Ладожское озеро (Россия)                      |
| Озеро Ланао      | Lanao Lacus        | 71°00′ с. ш. 217°42′ з. д. / 71,0° с. ш. 217,7° з. д.   | 34          | 2010                  | озеро Ланао (Филиппины)                       |
| Озеро Локтак     | Logtak Lacus       | 70°48′ с. ш. 226°06′ з. д. / 70,8° с. ш. 226,1° з. д.   | 14          | 2010                  | озеро Локтак (Индия)                          |
| Озеро Маккай     | Mackay Lacus       | 78°19′ с. ш. 97°32′ з. д. / 78,32° с. ш. 97,53° з. д.   | 180         | 2007                  | озеро Маккай (Австралия)                      |
| Озеро Миватн     | Mývatn Lacus       | 78°11′ с. ш. 135°17′ з. д. / 78,19° с. ш. 135,28° з. д. | 55          | 2007                  | озеро Миватн (Исландия)                       |
| Озеро Мюггель    | Müggel Lacus       | 84°26′ с. ш. 203°30′ з. д. / 84,44° с. ш. 203,5° з. д.  | 170         | 2013                  | озеро Мюггельзе (Германия)                    |
| Озеро Ней        | Neagh Lacus        | 81°07′ с. ш. 32°10′ з. д. / 81,11° с. ш. 32,16° з. д.   | 98          | 2007                  | озеро Лох-Ней (Северная Ирландия)             |
| Озеро Онайда     | Oneida Lacus       | 76°08′ с. ш. 131°50′ з. д. / 76,14° с. ш. 131,83° з. д. | 51          | 2007                  | озеро Онайда (США)                            |
| Озеро Онтарио    | Ontario Lacus      | 72°00′ ю. ш. 183°00′ з. д. / 72,0° ю. ш. 183,0° з. д.   | 235         | 2006                  | озеро Онтарио (граница Канады и США)          |
| Озеро Охрид      | Ohrid Lacus        | 71°48′ с. ш. 221°54′ з. д. / 71,8° с. ш. 221,9° з. д.   | 17          | 2010                  | Охридское озеро (граница Македонии и Албании) |
| Озеро Севан      | Sevan Lacus        | 69°42′ с. ш. 225°36′ з. д. / 69,7° с. ш. 225,6° з. д.   | 47          | 2010                  | озеро Севан (Армения)                         |
| Озеро Сионаскейг | Sionascaig Lacus   | 41°31′ ю. ш. 278°07′ з. д. / 41,52° ю. ш. 278,12° з. д. | 143         | 2013                  | озеро Лох-Сионаскейг (Шотландия)              |
| Озеро Сотонера   | Sotonera Lacus     | 76°45′ с. ш. 17°29′ з. д. / 76,75° с. ш. 17,49° з. д.   | 63          | 2007                  | озеро Сотонера (Испания)                      |
| Озеро Спарроу    | Sparrow Lacus      | 84°18′ с. ш. 64°42′ з. д. / 84,3° с. ш. 64,7° з. д.     | 81          | 2007                  | озеро Спарроу (Канада)                        |
| Озеро Товада     | Towada Lacus       | 71°24′ с. ш. 244°12′ з. д. / 71,4° с. ш. 244,2° з. д.   | 24          | 2011                  | озеро Товада (Япония)                         |
| Озеро Увс        | Uvs Lacus          | 69°36′ с. ш. 245°42′ з. д. / 69,6° с. ш. 245,7° з. д.   | 27          | 2010                  | озеро Убсу-Нур (Монголия)                     |
| Озеро Урмия      | Urmia Lacus        | 39°16′ ю. ш. 276°33′ з. д. / 39,27° ю. ш. 276,55° з. д. | 29          | 2013                  | озеро Урмия (Иран)                            |
| Озеро Уэйкэр     | Waikare Lacus      | 81°36′ с. ш. 126°00′ з. д. / 81,6° с. ш. 126° з. д.     | 52          | 2007                  | озеро Уэйкэр (Новая Зеландия)                 |
| Озеро Фейа       | Feia Lacus         | 73°42′ с. ш. 64°25′ з. д. / 73,7° с. ш. 64,41° з. д.    | 47          | 2007                  | озеро Фейа, Бразилия                          |
| Озеро Фримен     | Freeman Lacus      | 73°36′ с. ш. 211°06′ з. д. / 73,6° с. ш. 211,1° з. д.   | 26          | 2011                  | озеро Фримен (США)                            |
| Озеро Хаммар     | Hammar Lacus       | 48°36′ с. ш. 308°17′ з. д. / 48,6° с. ш. 308,29° з. д.  | 200         | 2013                  | озеро Эль-Хаммар (Ирак)                       |
| Озеро Хунин      | Junín Lacus        | 66°54′ с. ш. 236°54′ з. д. / 66,9° с. ш. 236,9° з. д.   | 6           | 2010                  | озеро Хунин (Перу)                            |
| Озеро Цзинбо     | Jingpo Lacus       | 73°00′ с. ш. 336°00′ з. д. / 73,0° с. ш. 336° з. д.     | 240         | 2010                  | озеро Цзинбо (Китай)                          |

## Лакуны
Лакуна (лат. lacuna, мн. ч. lacunae) — объект, похожий на озеро, но лучше отражающий радиоволны, что говорит о малой глубине либо полном отсутствии жидкости. Этот термин планетной номенклатуры сейчас используется только на Титане. Лакунам Титана дают названия земных солончаков и пересыхающих озёр.
| Русское название | Латинское название | Координаты                                            | Размер (км) | Год утвержд. названия | Эпоним                                   |
| ---------------- | ------------------ | ----------------------------------------------------- | ----------- | --------------------- | ---------------------------------------- |
| Лакуна Атакама   | Atacama Lacuna     | 62°48′ с. ш. 227°36′ з. д. / 62,8° с. ш. 227,6° з. д. | 36          | 2010                  | солончаки пустыни Атакама (Чили)         |
| Лакуна Войтчугга | Woytchugga Lacuna  | 68°53′ с. ш. 109°00′ з. д. / 68,88° с. ш. 109° з. д.  | 450         | 2013                  | пересыхающее озеро Войтчугга (Австралия) |
| Лакуна Джерид    | Jerid Lacuna       | 66°42′ с. ш. 221°00′ з. д. / 66,7° с. ш. 221° з. д.   | 43          | 2010                  | Шотт-эль-Джерид (Тунис)                  |
| Лакуна Кач       | Kutch Lacuna       | 88°24′ с. ш. 217°00′ з. д. / 88,4° с. ш. 217° з. д.   | 175         | 2013                  | Качский Ранн (граница Индии и Пакистана) |
| Лакуна Мельгир   | Melrhir Lacuna     | 64°54′ с. ш. 212°36′ з. д. / 64,9° с. ш. 212,6° з. д. | 23          | 2010                  | Шотт-Мельгир (Алжир)                     |
| Лакуна Накуру    | Nakuru Lacuna      | 65°49′ с. ш. 94°00′ з. д. / 65,81° с. ш. 94° з. д.    | 188         | 2013                  | озеро Накуру (Кения)                     |
| Лакуна Нгами     | Ngami Lacuna       | 66°42′ с. ш. 213°54′ з. д. / 66,7° с. ш. 213,9° з. д. | 37          | 2010                  | озеро Нгами (Ботсвана)                   |
| Лакуна Рейстрек  | Racetrack Lacuna   | 66°06′ с. ш. 224°54′ з. д. / 66,1° с. ш. 224,9° з. д. | 10          | 2010                  | Рейстрек-Плайя (США)                     |
| Лакуна Уюни      | Uyuni Lacuna       | 66°18′ с. ш. 228°24′ з. д. / 66,3° с. ш. 228,4° з. д. | 27          | 2010                  | солончак Уюни (Боливия)                  |
| Лакуна Эйр       | Eyre Lacuna        | 72°36′ с. ш. 225°06′ з. д. / 72,6° с. ш. 225,1° з. д. | 25          | 2010                  | озеро Эйр (Австралия)                    |

## Крупные кольцевые детали

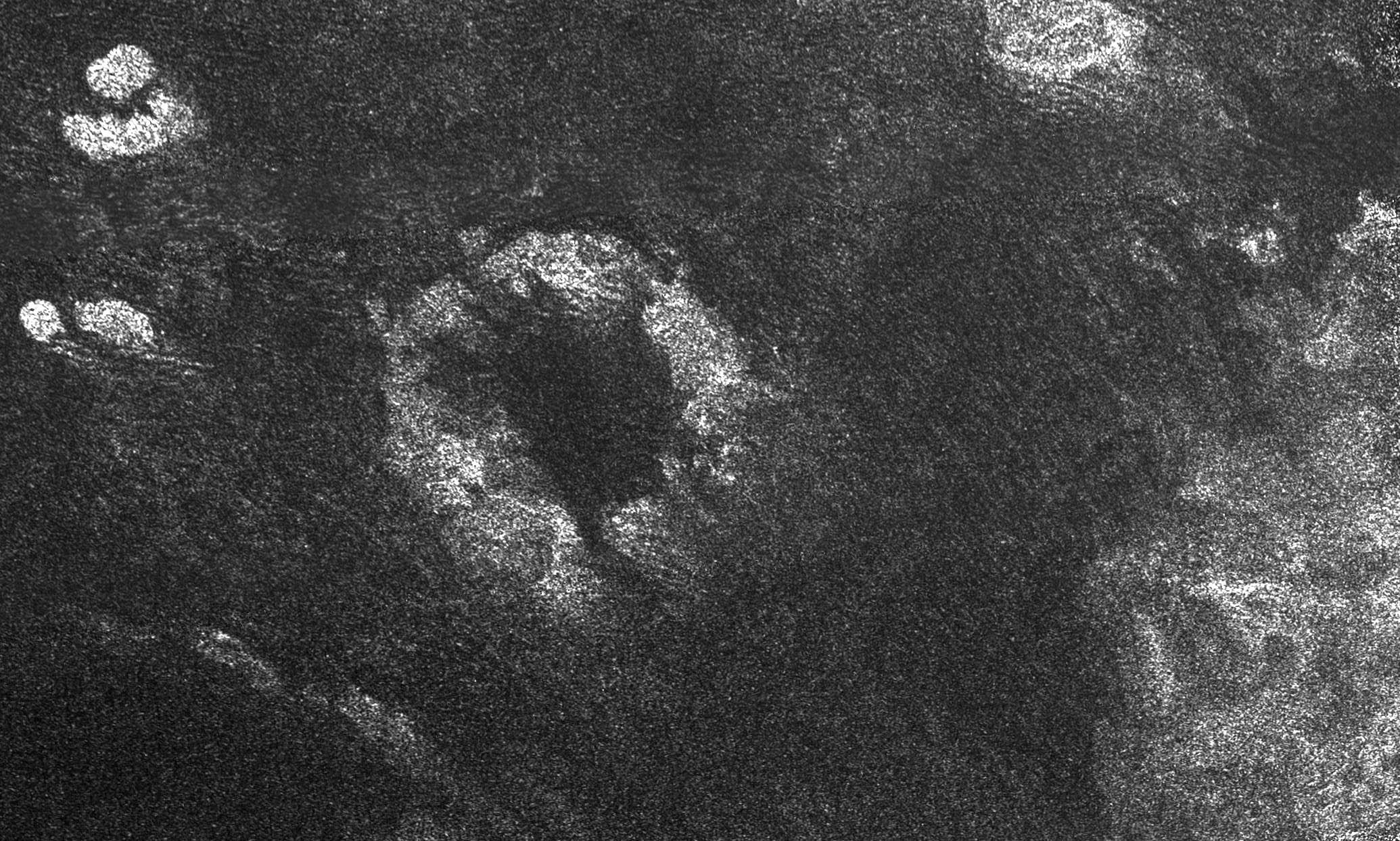
Крупная кольцевая деталь Гуабонито (радарный снимок «Кассини», 30 апреля 2006)

Большие кольцеобразные детали поверхности Титана называют в честь божеств мудрости из мифов разных народов мира.
| Русское название | Латинское название | Координаты                                            | Размер (км) | Год утвержд. названия | Эпоним                                                                         |
| ---------------- | ------------------ | ----------------------------------------------------- | ----------- | --------------------- | ------------------------------------------------------------------------------ |
| Пахси            | Paxsi              | 5°00′ с. ш. 341°12′ з. д. / 5° с. ш. 341,2° з. д.     | 120         | 2010                  | Пахси, богиня луны и знаний у народа аймара.                                   |
| Нат              | Nath               | 30°30′ ю. ш. 7°42′ з. д. / 30,5° ю. ш. 7,7° з. д.     | 95          | 2006                  | Нат, ирландская богиня мудрости.                                               |
| Гуабонито        | Guabonito          | 10°54′ ю. ш. 150°48′ з. д. / 10,9° ю. ш. 150,8° з. д. | 55          | 2006                  | Гуабонито, морская богиня народов таино, научившая людей использовать амулеты. |
| Велес            | Veles              | 2°00′ с. ш. 137°18′ з. д. / 2° с. ш. 137,3° з. д.     | 45          | 2006                  | Велес, славянский бог, в частности, хозяйской мудрости.                        |

## Макулы
Макула (лат. macula, мн. ч. maculae) — небольшой тёмный участок, тёмное пятно. Макулы Титана называют в честь божеств счастья, мира и гармонии из мифов разных народов мира.
| Русское название | Латинское название | Координаты                                            | Размер (км) | Год утвержд. названия | Эпоним                                                                      |
| ---------------- | ------------------ | ----------------------------------------------------- | ----------- | --------------------- | --------------------------------------------------------------------------- |
| Макула Элпис     | Elpis Macula       | 31°12′ с. ш. 27°00′ з. д. / 31,2° с. ш. 27° з. д.     | 500         | 2006                  | Элпис, греческая богиня счастья и надежды.                                  |
| Макула Полазника | Polaznik Macula    | 41°06′ ю. ш. 280°24′ з. д. / 41,1° ю. ш. 280,4° з. д. | 350         | 2010                  | Полазник, по некоторым представлениям — славянский бог новогоднего счастья. |
| Макула Омакатля  | Omacatl Macula     | 17°36′ с. ш. 37°12′ з. д. / 17,6° с. ш. 37,2° з. д.   | 225         | 2006                  | Омакатль, ацтекский бог праздников и удовольствий.                          |
| Макула Полели    | Polelya Macula     | 50° с. ш. 56° з. д. / 50° с. ш. 56° з. д.             | 175         | 2007                  | Полеля, славянский бог счастья в браке.                                     |
| Макула Ганеши    | Ganesa Macula      | 50°00′ с. ш. 87°18′ з. д. / 50° с. ш. 87,3° з. д.     | 160         | 2006                  | Ганеша, индуистский бог мудрости и благополучия.                            |
| Макула Эйр       | Eir Macula         | 24°00′ ю. ш. 114°42′ з. д. / 24° ю. ш. 114,7° з. д.   | 145         | 2006                  | Эйр, скандинавская богиня исцеления и мира.                                 |

## Равнины
Равнина (лат. planitia, мн. ч. planitiae) — плоская низменность. Равнины Титана называют в честь планет во вселенной Дюны, созданной фантастом Фрэнком Гербертом.
| Русское название | Латинское название | Координаты                                          | Размер (км) | Год утвержд. названия | Эпоним                                                                                                  |
| ---------------- | ------------------ | --------------------------------------------------- | ----------- | --------------------- | --- |
| Равнина Каладан  | Caladan Planitia   | 31° с. ш. 226° з. д. / 31° с. ш. 226° з. д.         | 2800        | 2014                  | Каладан во вселенной Дюны — третья планета Дельты Павлина, родовая планета дома Атрейдес.               |
| Равнина Поритрин | Poritrin Planitia  | 48° с. ш. 24° з. д. / 48° с. ш. 24° з. д.           | 1900        | 2014                  | Поритрин — третья планета Эпсилона Аланги, которую многие странники Дзенсунни считают своей прародиной. |
| Равнина Арракис  | Arrakis Planitia   | 78°24′ ю. ш. 117°00′ з. д. / 78,4° ю. ш. 117° з. д. | 340         | 2010                  | Арракис — ключевая планета вселенной Дюны.                                                              |
| Равнина Чусук    | Chusuk Planitia    | 5°00′ ю. ш. 23°30′ з. д. / 5° ю. ш. 23,5° з. д.     | 125         | 2009                  | Чусук — «планета музыки», славящаяся музыкальными инструментами.                                        |

## Области
Область (лат. regio, мн. ч. regiones) — обширная территория, отличающаяся от смежных цветом или альбедо. Области Титана называют в честь божеств счастья, мира и гармонии.
| Русское название  | Латинское название | Координаты                                            | Размер (км) | Год утвержд. названия | Эпоним                                                        |
| ----------------- | ------------------ | ----------------------------------------------------- | ----------- | --------------------- | ------------------------------------------------------------- |
| Область Конкордии | Concordia Regio    | 20° ю. ш. 241° з. д. / 20° ю. ш. 241° з. д.           | 1500        | 2012                  | Конкордия, древнеримская богиня согласия.                     |
| Область Туи       | Tui Regio          | 24°30′ ю. ш. 124°54′ з. д. / 24,5° ю. ш. 124,9° з. д. | 1200        | 2006                  | Туи, китайская богиня счастья, радости и воды.                |
| Область Хетпет    | Hetpet Regio       | 22° ю. ш. 292° з. д. / 22° ю. ш. 292° з. д.           | 1080        | 2012                  | Хетпет, олицетворение счастья в древнеегипетской мифологии.   |
| Область Хотэя     | Hotei Regio        | 26° ю. ш. 78° з. д. / 26° ю. ш. 78° з. д.             | 500         | 2009                  | Хотэй, японский бог счастья, общения, веселья и благополучия. |

## Заливы
Залив (лат. sinus) — часть углеводородного моря или озера, глубоко вдающаяся в сушу. Заливам на Титане дают имена земных заливов, фьордов и бухт.
| Русское название | Латинское название | Координаты                                            | Размер (км) | Год утвержд. названия | Эпоним                                                                          |
| ---------------- | ------------------ | ----------------------------------------------------- | ----------- | --------------------- | ------------------------------------------------------------------------------- |
| залив Арнар      | Arnar Sinus        | 72°36′ с. ш. 322°00′ з. д. / 72,6° с. ш. 322° з. д.   | 101         | 2015                  | Арнар, фьорд в Исландии.                                                        |
| залив Фленсбург  | Flensborg Sinus    | 64°54′ с. ш. 295°18′ з. д. / 64,9° с. ш. 295,3° з. д. | 115         | 2015                  | Фленсбург, Фленсбург-фьорд — фьорд, расположенный между Германией и Данией.     |
| залив Габес      | Gabes Sinus        | 67°36′ с. ш. 289°36′ з. д. / 67,6° с. ш. 289,6° з. д. | 147         | 2015                  | Габес — залив, омывающий территорию Туниса.                                     |
| залив Кумбару    | Kumbaru Sinus      | 72°36′ с. ш. 322°00′ з. д. / 72,6° с. ш. 322° з. д.   | 122         | 2015                  | Кумбару — залив в Индии.                                                        |
| залив Мори       | Moray Sinus        | 76°36′ с. ш. 281°24′ з. д. / 76,6° с. ш. 281,4° з. д. | 204         | 2015                  | Мори-Ферт — залив Северного моря у северо-восточных берегов Шотландии.          |
| залив Никоя      | Nicoya Sinus       | 74°48′ с. ш. 251°12′ з. д. / 74,8° с. ш. 251,2° з. д. | 130         | 2015                  | Никоя — залив в восточной части Тихого океана у западного побережья Коста-Рики. |
| залив Окаху      | Okahu Sinus        | 73°42′ с. ш. 282°00′ з. д. / 73,7° с. ш. 282° з. д.   | 141         | 2015                  | Окаху — залив в Новой Зеландии.                                                 |
| залив Патос      | Patos Sinus        | 77°12′ с. ш. 224°48′ з. д. / 77,2° с. ш. 224,8° з. д. | 103         | 2015                  | Патос — фьорд в Чили.                                                           |
| залив Пьюджет    | Puget Sinus        | 82°24′ с. ш. 241°06′ з. д. / 82,4° с. ш. 241,1° з. д. | 93          | 2015                  | Пьюджет-Саунд — система заливов в штате Вашингтон (США).                        |
| залив Ромбакен   | Rombaken Sinus     | 75°18′ с. ш. 232°54′ з. д. / 75,3° с. ш. 232,9° з. д. | 92,5        | 2015                  | Ромбакен — фьорд в Норвегии.                                                    |
| залив Скелтон    | Skelton Sinus      | 76°48′ с. ш. 314°54′ з. д. / 76,8° с. ш. 314,9° з. д. | 73          | 2015                  | Скелтон — залив в Антарктиде.                                                   |
| залив Тролд      | Trold Sinus        | 71°18′ с. ш. 292°42′ з. д. / 71,3° с. ш. 292,7° з. д. | 118         | 2015                  | Тролд — фьорд в Канаде.                                                         |
| залив Туну       | Tunu Sinus         | 79°12′ с. ш. 299°48′ з. д. / 79,2° с. ш. 299,8° з. д. | 134         | 2015                  | Туну (фьорд) — фьорд в Гренландии.                                              |
| залив Вакаса     | Wakasa Sinus       | 80°42′ с. ш. 270°00′ з. д. / 80,7° с. ш. 270° з. д.   | 146         | 2015                  | Вакаса — залив в Японии.                                                        |
| залив Уолфиш     | Walvis Sinus       | 58°12′ с. ш. 324°06′ з. д. / 58,2° с. ш. 324,1° з. д. | 253         | 2015                  | Уолфиш-Бей — залив в Намибии.                                                   |

## Полосы
Полоса, отличающаяся своим оттенком от окружающей местности (лат. virga, мн. ч. virgae). Пока этот термин используется лишь на карте Титана. Полосы Титана называют в честь богов дождя разных народов.
| Русское название | Латинское название | Координаты                                            | Размер (км) | Год утвержд. названия | Эпоним                                                                             |
| ---------------- | ------------------ | ----------------------------------------------------- | ----------- | --------------------- | ---------------------------------------------------------------------------------- |
| Полосы Шиванни   | Shiwanni Virgae    | 25° ю. ш. 32° з. д. / 25° ю. ш. 32° з. д.             | 1400        | 2006                  | Шиванни, бог дождя у народа зуни.                                                  |
| Полоса Хубала    | Hobal Virga        | 35° ю. ш. 166° з. д. / 35° ю. ш. 166° з. д.           | 1075        | 2006                  | Хубал, арабский бог дождя.                                                         |
| Полосы Перкунаса | Perkunas Virgae    | 27° ю. ш. 162° з. д. / 27° ю. ш. 162° з. д.           | 980         | 2006                  | Перкунас, балтийский бог-громовержец, властитель воздуха, защитник справедливости. |
| Полосы Уануи     | Uanui Virgae       | 42°12′ с. ш. 235°18′ з. д. / 42,2° с. ш. 235,3° з. д. | 917         | 2010                  | Уануи, бог дождя у маори.                                                          |
| Полоса Калсеру   | Kalseru Virga      | 36° ю. ш. 137° з. д. / 36° ю. ш. 137° з. д.           | 630         | 2006                  | Калсеру — радужный змей, приносящий дождь, у аборигенов северо-запада Австралии.   |
| Полосы Бакаба    | Bacab Virgae       | 19° ю. ш. 151° з. д. / 19° ю. ш. 151° з. д.           | 485         | 2006                  | Бакаб — бог, в частности, дождя в мифологии майя.                                  |

## Волны
Волны (только во мн. ч.; лат. undae) — регион, покрытый дюнами. Волны на Титане решено называть в честь богов ветра разных народов.
| Русское название | Латинское название | Координаты                                          | Размер (км) | Год утвержд. названия | Эпоним                                          |
| ---------------- | ------------------ | --------------------------------------------------- | ----------- | --------------------- | ----------------------------------------------- |
| Волны Нота       | Notus Undae        | 10°00′ ю. ш. 211°06′ з. д. / 10° ю. ш. 211,1° з. д. | 530         | 2011                  | Нот, греческий бог южных и юго-западных ветров. |
| Волны Борея      | Boreas Undae       | 6° ю. ш. 215° з. д. / 6° ю. ш. 215° з. д.           | 260         | 2011                  | Борей, греческий бог северного ветра.           |
| Волны Эвра       | Eurus Undae        | 7°30′ ю. ш. 210°18′ з. д. / 7,5° ю. ш. 210,3° з. д. | 220         | 2011                  | Эвр, греческий бог восточного ветра.            |
| Волны Зефира     | Zephyrus Undae     | 8°30′ ю. ш. 217°06′ з. д. / 8,5° ю. ш. 217,1° з. д. | 130         | 2011                  | Зефир, греческий бог тёплого западного ветра.   |

## Горы
Горы Титана называют именами гор и горных систем из легендариума Дж. Р. Р. Толкина. В латинских названиях термин Mons означает гору, а Montes — горную систему.
| Русское название | Латинское название | Координаты                                            | Размер (км) | Год утвержд. названия | Эпоним |
| ---------------- | ------------------ | ----------------------------------------------------- | ----------- | --------------------- | --- |
| Горы Эхориат     | Echoriath Montes   | 7°24′ ю. ш. 213°48′ з. д. / 7,4° ю. ш. 213,8° з. д.   | 930         | 2011                  | Эхориат — горная цепь в Белерианде.                                                                                                |
| Горы Долмед      | Dolmed Montes      | 11°36′ ю. ш. 216°48′ з. д. / 11,6° ю. ш. 216,8° з. д. | 400         | 2011                  | Долмед (англ. Mount Dolmed) — гора в хребте Эред Луин.                                                                             |
| Горы Рерир       | Rerir Montes       | 4°48′ ю. ш. 212°06′ з. д. / 4,8° ю. ш. 212,1° з. д.   | 370         | 2011                  | Рерир (Рэрир, Реир, англ. Mount Rerir) — гора в хребте Эред Луин.                                                                  |
| Горы Миндоллуин  | Mindolluin Montes  | 3°18′ ю. ш. 208°58′ з. д. / 3,3° ю. ш. 208,96° з. д.  | 340         | 2012                  | Миндоллуин (англ. Mindolluin) — самый восточный пик Белых гор.                                                                     |
| Горы Грам        | Gram Montes        | 9°54′ ю. ш. 207°54′ з. д. / 9,9° ю. ш. 207,9° з. д.   | 260         | 2011                  | Грам — гора в северном Эриадоре.                                                                                                   |
| Горы Ангмар      | Angmar Montes      | 10°00′ ю. ш. 221°54′ з. д. / 10° ю. ш. 221,9° з. д.   | 230         | 2011                  | Горы Ангмара (англ. Mountains of Angmar) — самая северная часть Мглистых гор.                                                      |
| Горы Мерлок      | Merlock Montes     | 8°54′ ю. ш. 211°48′ з. д. / 8,9° ю. ш. 211,8° з. д.   | 200         | 2011                  | Горы Мерлок (англ. Merlock Mountains), упомянутые в стихотворении «Мары» — The Mewlips — из сборника «Приключения Тома Бомбадила». |
| Горы Иренсага    | Irensaga Montes    | 5°41′ ю. ш. 212°43′ з. д. / 5,68° ю. ш. 212,71° з. д. | 194         | 2012                  | Скальзубье (англ. Irensaga) — один из главных пиков Белых гор.                                                                     |
| Горы Митрим      | Mithrim Montes     | 2°10′ ю. ш. 127°25′ з. д. / 2,16° ю. ш. 127,42° з. д. | 150         | 2012                  | Горы Митрима (англ. Mountains of Mithrim) — горы в Хитлуме, отделяющие Митрим от Дор-Ломина.                                       |
| Горы Таникветиль | Taniquetil Montes  | 3°40′ ю. ш. 213°16′ з. д. / 3,67° ю. ш. 213,26° з. д. | 130         | 2012                  | Таникветиль — высочайшая горная вершина Арды. Находится в Валиноре, в горной цепи Пелори.                                          |
| Горы Мисти       | Misty Montes       | 56°48′ ю. ш. 62°26′ з. д. / 56,8° ю. ш. 62,44° з. д.  | 73          | 2012                  | Мглистые горы — самый большой горный хребет Средиземья.                                                                            |
| Гора Дум         | Doom Mons          | 14°39′ ю. ш. 40°25′ з. д. / 14,65° ю. ш. 40,42° з. д. | 60          | 2012                  | Ородруин (англ. Mount Doom) — вулкан в Мордоре, единственный известный действующий вулкан Средиземья.                              |
| Гора Эребор      | Erebor Mons        | 4°58′ ю. ш. 36°14′ з. д. / 4,97° ю. ш. 36,23° з. д.   | 50          | 2012                  | Эребор — одинокая гора на северо-востоке Средиземья, под которой расположено королевство гномов.                                   |

## Холмы
Холм (лат. collis, мн. ч. colles) — небольшая возвышенность. Холмы Титана называют в честь персонажей легендариума Дж. Р. Р. Толкина.
| Русское название | Латинское название | Координаты                                             | Размер (км) | Год утвержд. названия | Эпоним                                                                                   |
| ---------------- | ------------------ | ------------------------------------------------------ | ----------- | --------------------- | ---------------------------------------------------------------------------------------- |
| Холмы Бильбо     | Bilbo Colles       | 4°14′ ю. ш. 38°34′ з. д. / 4,23° ю. ш. 38,56° з. д.    | 160         | 2012                  | Бильбо Бэггинс — один из главных персонажей «Властелина Колец», хоббит.                  |
| Холмы Фарамира   | Faramir Colles     | 4°00′ с. ш. 153°48′ з. д. / 4° с. ш. 153,8° з. д.      | 80          | 2012                  | Фарамир — один из главных персонажей «Властелина Колец», мудрый и благородный правитель. |
| Холмы Арвен      | Arwen Colles       | 7°30′ ю. ш. 260°00′ з. д. / 7,5° ю. ш. 260° з. д.      | 60          | 2012                  | Арвен Ундомиэль — полуэльфийка, дочь Элронда.                                            |
| Холмы Хандира    | Handir Colles      | 10°00′ с. ш. 356°41′ з. д. / 10° с. ш. 356,68° з. д.   | 100         | 2012                  | Хандир — вождь дома Халет, сын Халдира.                                                  |
| Холмы Нимлот     | Nimloth Colles     | 11°52′ с. ш. 151°18′ з. д. / 11,86° с. ш. 151,3° з. д. | 90          | 2012                  | Нимлот — эльфийка, вторая королева Дориата.                                              |

## Земли
Термин «земля» (лат. terra, мн. ч. terrae) в планетной номенклатуре означает обширную возвышенность. Земли Титана, как и его детали альбедо, называют именем священных мест и аналогов рая из различных верований и художественных произведений.
| Русское название | Латинское название | Координаты                                          | Размер (км) | Год утвержд. названия | Эпоним                                                                                  |
| ---------------- | ------------------ | --------------------------------------------------- | ----------- | --------------------- | --------------------------------------------------------------------------------------- |
| Земля Ялаинг     | Yalaing Terra      | 19°30′ ю. ш. 324°00′ з. д. / 19,5° ю. ш. 324° з. д. | 980         | 2012                  | Ялаинг, земля забав и чистой воды для добрых душ в верованиях австралийских аборигенов. |
| Земля Гаротман   | Garotman Terra     | 13°30′ ю. ш. 348°00′ з. д. / 13,5° ю. ш. 348° з. д. | 970         | 2012                  | Гаротман (Гародмана), иранский рай.                                                     |
| Земля Толлан     | Tollan Terra       | 6°24′ с. ш. 322°42′ з. д. / 6,4° с. ш. 322,7° з. д. | 800         | 2012                  | Толлан, ацтекский рай.                                                                  |

## Патеры
Патера (лат. patera, мн. ч. paterae) — кратер сложной формы. Патерам Титана решено давать имена божеств счастья, мира и гармонии. Но единственная (на март 2015) наименованная патера этого спутника носит имя острова Сотра, поскольку она была переименована из факулы.
| Русское название | Латинское название | Координаты                                         | Размер (км) | Год утвержд. названия | Эпоним |
| ---------------- | ------------------ | -------------------------------------------------- | ----------- | --------------------- | --- |
| Патера Сотра     | Sotra Patera       | 14°32′ ю. ш. 40°00′ з. д. / 14,54° ю. ш. 40° з. д. | 40          | 2012                  | Название происходит от удалённого с карты названия «факула Сотра». Оно, в свою очередь, дано по имени норвежского острова Сотра |

## См. также

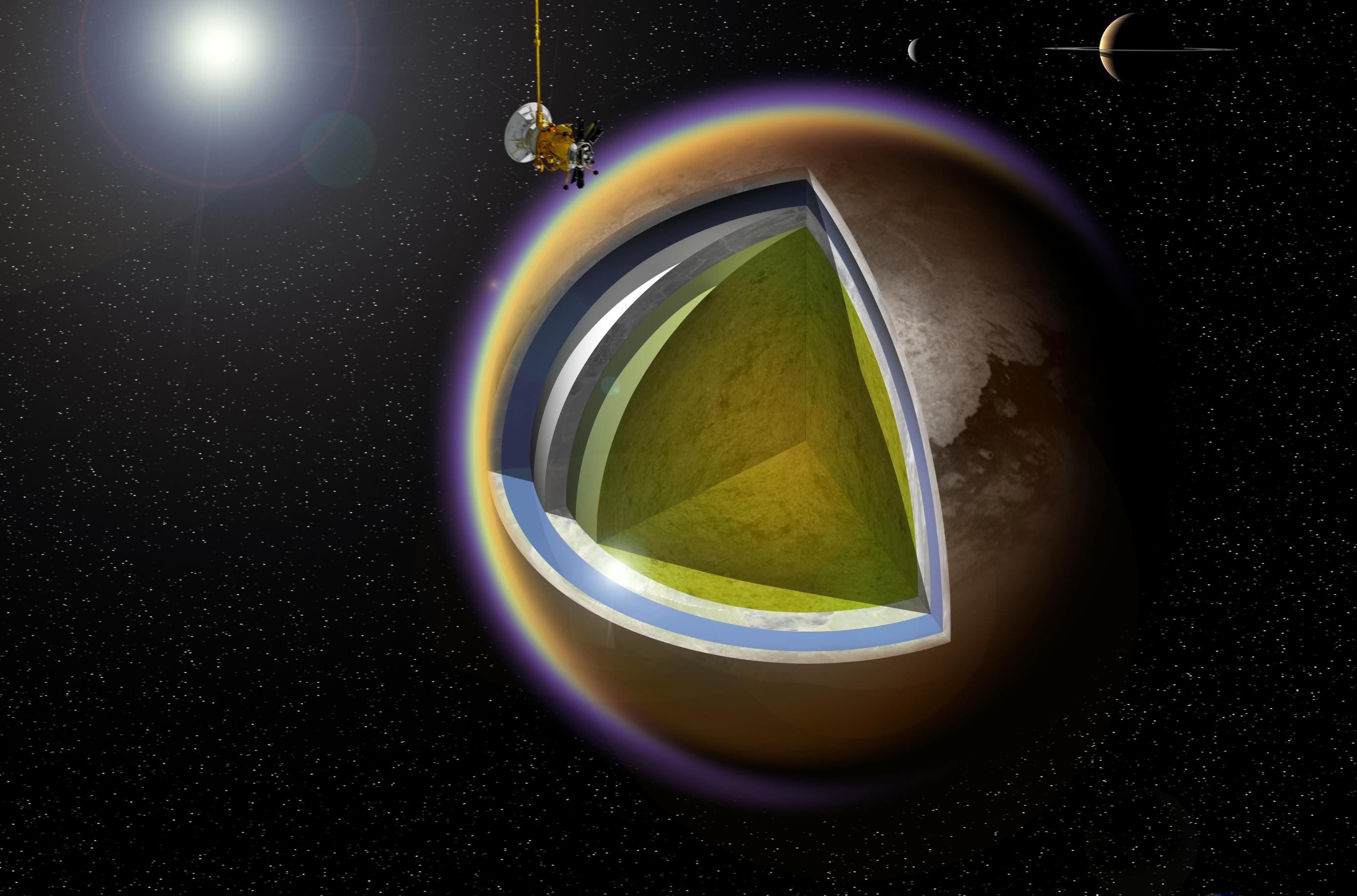
Геологические оболочки Титана